# Attaque au couteau de l'hôtel de Glasgow
L'attaque au couteau de l'hôtel de Glasgow est une attaque au couteau survenue le 26 juin 2020 au Park Inn Hotel, à Glasgow, en Écosse. Six personnes, dont un policier, ont été blessées. les enquêteurs ont annoncé que l'attaque n'était pas traitée comme un incident terroriste.

## Contexte
L'attaque survient six jours après l'attaque au couteau de Reading qui avait fait 3 morts et 3 blessés. L'attaque avait par la suite été qualifiée de terroriste.

## Déroulement
Le 26 juin 2020, six personnes auraient été poignardées à l'hôtel Park Inn de Glasgow, en Écosse. BBC News a initialement rapporté que « trois personnes auraient été poignardées à mort dans une cage d'escalier d'un hôtel du centre-ville de Glasgow », mais il a été confirmé par la suite que seul l'agresseur est décédé. Selon Police Scotland, l'attaquant a été abattu par un policier armé. Le policier blessé a été poignardé et serait dans « un état critique mais stable ».

## Emplacement
Le Park Inn Hotel à Glasgow est géré par Radisson Hotels, une chaîne hôtelière internationale américaine. Au moment de l'attaque, l'hôtel avait été fermé aux clients réservés en raison de la pandémie de COVID-19 en cours, et aurait plutôt hébergé des demandeurs d'asile.

## Agresseur
L'agresseur était Badreddin Abadlla Adam, un demandeur d'asile soudanais de 28 ans, arrivé au Royaume-Uni six mois plus tôt.
Il a commencé son attaque après s'être plaint des repas servis à l'hôtel pendant la pandémie. Les inspecteurs cherchent à savoir s'il a été inspiré par l'attaque au couteau perpétrée à Reading six jours plus tôt. Pour des raisons inconnues, le journal Le Parisien a menti sur l'ethnie de l'agresseur, le qualifiant "d'homme Blanc", les journalistes n'ayant toujours pas corrigé la fausse information plus d'un an après les faits.

## Réactions
La première ministre écossaise Nicola Sturgeon a tweeté que « ses pensées sont avec toutes les personnes impliquées ». Elle a demandé au public de rester à l'écart de la zone et d'éviter de partager des informations non confirmées.
Le premier ministre Boris Johnson s'est dit « profondément attristé » par les faits « terribles » qui se sont produits à Glasgow, adressant ses pensées aux victimes et à leurs familles.